# 赤城颪
赤城颪（あかぎおろし）とは、群馬県中央部（赤城山）から東南部において、冬季に北から吹く乾燥した冷たい強風をさす。群馬全域では「上州空っ風（じょうしゅうからっかぜ）」と呼ばれる。
大陸のシベリア高気圧から日本列島に向けて吹いてきた風は、群馬・新潟県境の山岳地帯にぶつかることで上昇気流となり、日本海側に大雪を降らせる。 山を登る時は湿気を含む北風が日本海側に雪を降らせ、乾いた冷たい風だけが残り山の逆側である関東平野へと一気に滑り下りる。この季節風 が赤城颪の要因である。群馬県太田市、同伊勢崎市の郊外では、赤城おろしにより畑地の砂が巻き上げられ空を黄色く染める光景が多く見られる。日本列島に到来する寒波により、歩くのが困難になるほどの強風となり、電車の遅延が生じる事もある。
赤城山方面から吹き降ろすことからこう呼ばれる。上記の理由により赤城山以北では「空っ風」であり「赤城颪」とは呼ばれない。
かかあ天下（）、雷とともに群馬県の特徴を現すものとされ、「空っ風」と読むことで3つを合わせて「群馬の3K」と呼ばることがある。
上毛かるたでは、「雷（らい）と空っ風、義理人情」と詠まれている。
太田・伊勢崎より更に先の利根川対岸にある埼玉県北部地域・利根地域にも強く吹き込んでおり、埼玉県加須市にある「志多見砂丘」は、会の川流域及び古利根川（上流では現：葛西用水路）域の自然堤防上に、赤城颪が運んできた砂が堆積し形成された河畔砂丘とされている。

なお、夏はフェーン現象により、山を登る時は湿潤断熱減率で温度が低下し、山を越える時は乾燥断熱減率により暖かく乾いた風となって吹き降ろすため、空気が圧縮され温度が上がり気温が上昇する。